# بريغيد برلين
بريغيد برلين (بالإنجليزية: Brigid Berlin) هي منتجة أفلام ورسامة ومصورة وممثلة أمريكية، ولدت في 6 سبتمبر 1939 في نيويورك في الولايات المتحدة.

## وصلات خارجية
- بريغيد برلين على موقع IMDb (الإنجليزية)
- بريغيد برلين على موقع ديسكوغز (الإنجليزية)
- بريغيد برلين على موقع قاعدة بيانات الفيلم (الإنجليزية)